# 김인협
김인협(1941년 ~ 2012년 9월 26일)은 대한민국의 지휘자이다. 전국노래자랑에서 일명 땡아저씨로도 잘 알려져 있다.

## 생애
1941년 일제강점기 조선 충청북도 청주읍(現 대한민국 충청북도 청주시)에서 출생하였고 서라벌예술초급대학 작곡과를 졸업, 1962년 KBS청주방송총국에서 악단생활을 시작하였다. 카바레 밴드까지 거쳤던 그는 1974년 TBC에서 다시 악단과 인연을 맺는다.
1980년 방송통폐합으로 다시 KBS로 돌아왔고 1981년 '전국노래자랑'의 악단장을 맡게되었다. 1995년 KBS를 퇴사해 독립악단으로 방송제작에 참여하다가 2011년 6월 기관지에 이상이 생겨 병원으로 가서 검진을 받던 중 폐암을 진단받고 '전국노래자랑'에서 잠정하차, 투병생활을 시작했고 같은해 '전국노래자랑' 하반기 결산 때 다시 복귀하였다. 그러나 다시 병세가 악화되어 2012년 초 '전국노래자랑'을 결국 하차하게 된다. 투병생활을 지속하다가 2012년 9월 26일 향년 72세로 별세했다.

## 학력
- 석교초등학교 졸업
- 주성중학교 졸업
- 청주고등학교 졸업
- 서라벌예술초급대학 작곡과 전문학사

## 경력
- 1962년 ~ 1974년 KBS청주방송총국 악단
- 1974년 ~ 1980년 TBC 악단
- 1980년 ~ 1995년 KBS 악단
- 1981년 ~ 2011년 KBS 전국노래자랑 관현악 단장

## 수상
- 2007년 제6회 KBS 연예대상 공로상
- 2012년 제11회 KBS 연예대상 공로상
- 2013년 제12회 방송통신위원회 방송대상 공로상
- 2013년 제40회 한국방송대상 특별상

## 작품 활동
- 전국노래자랑